# Муфта упругая со звёздочкой

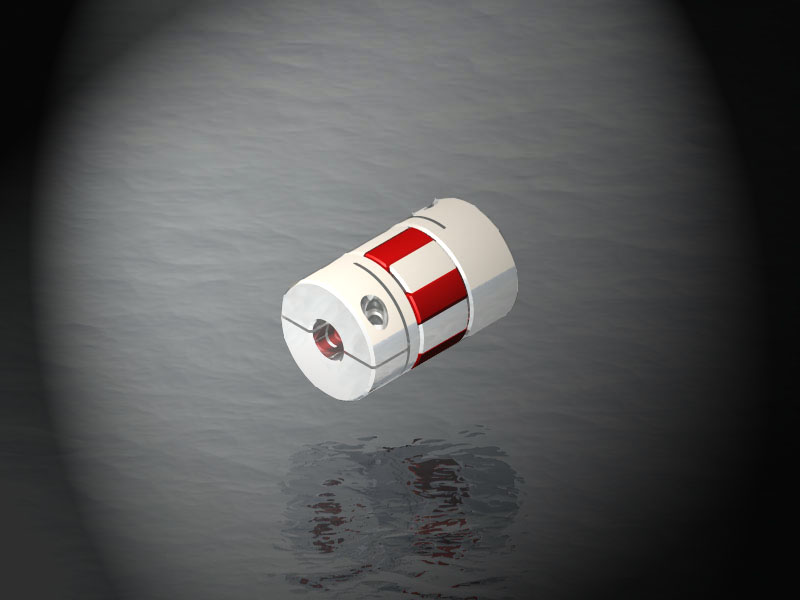
Упругая муфта со звёздочкой в собранном состоянии (звёздочка имеет красный цвет)

Муфта упругая со звёздочкой — разновидность кулачково-дисковой муфты, у которой рабочие поверхности кулачков разделены эластичной звёздочкой.
Муфта состоит из двух полумуфт с тремя или четырьмя торцевыми кулачками треугольного или трапециевидного сечения. Кулачки входят в соответствующие впадины промежуточного тела — упругой звёздочки, которая служит упругим элементом. Звёздочка работает на сжатие. При передаче момента в каждую сторону работают три (четыре) зуба звёздочки.
Муфты стандартизированы (ГОСТ Р 50894-96 Муфты упругие со звёздочкой. Параметры, конструкция и размеры.</ref>) и широко используются для соединения быстроходных валов (до n = 3000…6000 об/мин при Tp = 2,5…400 Н•м и диаметрах валов d = 6…48 мм).
Данный тип муфт достаточно компактен и надёжен в эксплуатации, имеет малую податливость, её работоспособность резко падает с увеличением несоосности валов. Полумуфты преимущественно изготовляют из стали Ст 3.
Проверочный расчёт муфты с упругим элементом в виде звёздочки производят по условию ограничения давления на рабочих поверхностях упругого элемента:
{\displaystyle p={\frac {2T_{p}}{Dzhb}}\leq [p]},
где z — число кулачков в одной полумуфте;
D — средний диаметр кулачков;
h — длина кулачка (в радиальном направлении);
b — высота кулачка (в осевом направлении).
Допустимое давление принимают [р] = (3…5) МПа (большее значение [р] берутся при малых угловых скоростях валов). Потери в муфте оцениваются КПД η = 0,97…0,98, а дополнительная радиальная нагрузка валов при их радиальном смещении FМ ≈ (0,3…0,4)Tp/D.